# ناتج قسمة

ناتج قسمة 12 تفاحة بثلاث تفاحات يعطي أربع مجموعات، كل مجموعة بها ثلاث تفاحات.

في الرياضيات، يعرف حاصل القسمة أو خارج القسمة أو ناتج القسمة بأنه الناتج من 
القيام بعملية القسمة. على سبيل المثال، عند قسمة 6 على 3 فإن ناتج القسمة 2 ، حيث يطلق على 6 المقسوم، و3 المقسوم عليه. يمكن التعبير عن ناتج القسمة كعدد مرات تقسيم المقسوم عليه للمقسوم، على سبيل المثال يوجد 3 مرتين في 6. ويمكن أن يقصد بناتج القسمة بالجزء الصحيح فقط من قسمة عددين صحيحين. على سبيل المثال، خارج قسمة 13 على 5 سيكون 2 في حين أن الباقي يكون 3. للاستزادة، راجع القسمة الإقليدية.

تعد قاعدة ناتج القسمة طريقة لإيجاد المشتقة في التكامل والتفاضل.